# Viktor Aničkin
Viktor Ivanovič Aničkin (in russo Виктор Иванович Аничкин?; Sverdlovsk, 8 dicembre 1941 – Mosca, 5 gennaio 1975) è stato un calciatore sovietico, di ruolo difensore.

## Carriera

### Club
Durante la sua carriera ha giocato con varie squadre di club, tra cui la Dinamo Mosca, in cui ha militato per 12 anni.

### Nazionale
Conta 18 presenze con la nazionale sovietica.

## Palmarès

### Club

#### Competizioni nazionali
- Campionato sovietico: 1

Dinamo Mosca: 1963
- Coppa dell'Unione Sovietica: 2

Dinamo Mosca: 1966-1967, 1970